# Haus Selve

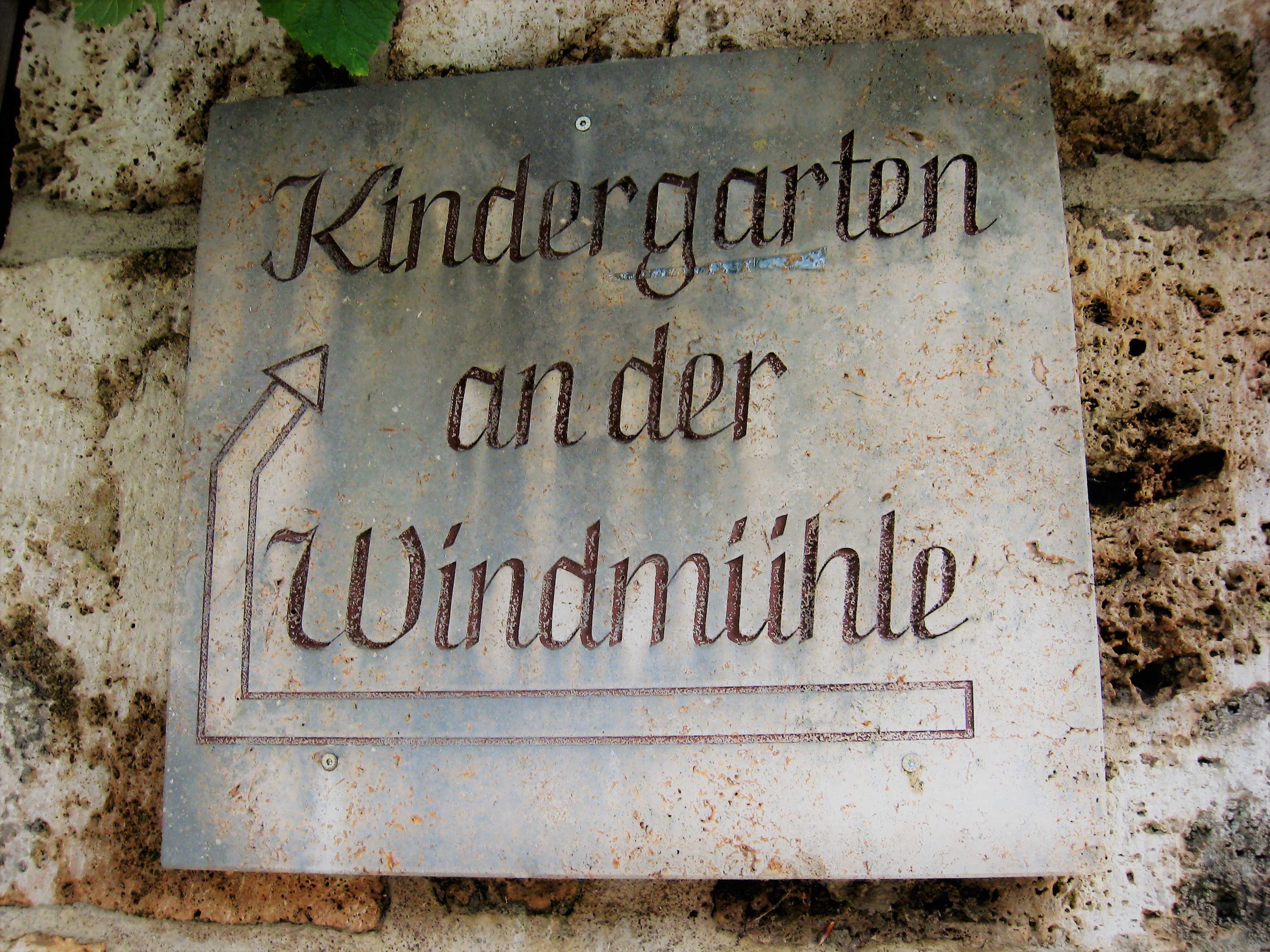
Schild

Haus Selve vor 1928

Das Haus Selve ist das 1925/26 errichtete ehemalige Wohnhaus des Munitionsfabrikaten August Hermann Selve. in der Weimarer Windmühlenstraße 15. 
Das von August Lehrmann erwähnte Grundstück reichte ursprünglich bis zur Windmühlenstraße und war in 3 Stufen terrassenförmig angelegt. Auf einem alten Foto ist ein Denkmal zu erkennen. Das terrassierte Grundstück ist zum Teil aufgeschüttet worden und mit einer kleinen Turnhalle versehen.
Heute besteht im Haus Selve der Kindergarten „An der Windmühle“, benannt nach der Windmühle, die in die ehemalige Villa Sauckel einbezogen wurde. 
Es steht auf der Liste der Kulturdenkmale in Weimar (Einzeldenkmale).